# Королевский ливерпульский филармонический оркестр
Королевский ливерпульский филармонический оркестр (англ. Royal Liverpool Philharmonic Orchestra), часто Ливерпульский филармонический оркестр — симфонический оркестр в Ливерпуле, старейший в Великобритании. Основная концертная площадка — Ливерпульская филармония (см. иллюстрацию).

## История
Основан в 1840 году как одна из институций вновь образованной Ливерпульской филармонии. Первоначально оркестр был любительским. Первые договоры профессионального найма оркестрантов относятся к 1853 году. Таким образом, Королевский ливерпульский филармонический оркестр является старейшим в Великобритании профессиональным симфоническим оркестром.
Оркестр осуществил мировые премьеры многих (преимущественно английских) сочинений, среди них первый (самый известный) марш из серии «Торжественые и церемониальные марши» Э. Элгара (1901), «Вариации и фуга на тему Пёрселла» Б. Бриттена (концертная премьера, 1946), «Gloria» У. Уолтона (1961), 10-я (неоконченная) симфония Л. ван Бетховена (реконструкция Б. Купера, 1988), Реквием Дж. Тавенера (2008).

## Главные дирижёры
- Джон Расселл, Томас Клоу, Уильям Садлоу (1840—1843)
- Якоб Цойгер (1843—1865)
- Юлиус Бенедикт (1867—1880)
- Макс Брух (Bruch, 1880—1883)
- Чарлз Халле (1883—1895)
- Фредерик Коуэн (1895—1913)
- Генри Вуд и Томас Бичем (1913—1942)
- Малколм Сарджент (1942—1948)
- Хуго Ригнольд (1948—1954)
- Пауль Клецки (1954—1955)
- Ефрем Курц (1955—1957)
- Джон Притчард (1957—1963)
- Чарлз Гроувз (Groves, 1963—1977)
- Вальтер Веллер (1977—1980)
- Дэвид Эзертон (Atherton, 1980—1983)
- Марек Яновский (1983—1987)
- Либор Пешек (1987—1997)
- Петр Альтрихтер (1997—2001)
- Герард Шварц (2001—2006)
- Василий Петренко (с 2006)